# یان برگر (بازیکن فوتبال)
یان برگر (چکی: Jan Berger؛ زادهٔ ۲۷ نوامبر ۱۹۵۵) بازیکن و مربی فوتبال اهل چکسلواکی بود.
از باشگاه‌هایی که در آن بازی کرده‌است می‌توان به دوکلا پراگ، باشگاه فوتبال ویکتوریا پلزن، باشگاه فوتبال زوریخ، باشگاه فوتبال دوکلا پراگ، و باشگاه فوتبال اسپارتا پراگ اشاره کرد.
وی به‌همراه تیم ملی فوتبال چکسلواکی به مقام قهرمانی بازی‌های المپیک تابستانی ۱۹۸۰ رسیده‌است.